# 中村愼一
中村 愼一（なかむら しんいち、1958年 - ）は日本の画家である。
父は洋画家の中村英夫。祖父は装幀家の中村重義。

## 経歴
1958年、東京都新宿区生まれ。
1983年、東京造形大学造形学部絵画専攻科卒業。
1986年、独立展出品。
1988年、美術の祭典・東京展に出品。1990年会員推挙（2004年退会）
1989年、自由美術展に出品。1989年「佳作作家賞」受賞。（～1992年まで出品）
1994年、現展に出品。1994年準会員推挙
1996年、「準会員賞」受賞、現代美術家協会会員推挙
2001年、より、研究部、財務部、総務部、展覧会部委員を歴任
2022年、審査員
2024年、第80回記念現展にて、「会員賞」を受賞

## 外遊
ポーランド・ドイツ・スイス・フランス・イタリア・スペイン・ポルトガル・イギリス・アイルランド・ノルウェー・フィンランド・スウェーデン・デンマーク・ハンガリー・チェコ・オーストリア・ギリシャ・オランダ・ベルギー・パプアニューギニア・エジプト・トルコ・メキシコ・モナコ

## 主な展覧会
現展（国立新美術館・六本木）、アフター５イリュージョンズ展・・・銀座昭和画廊・銀座地球堂ギャラリー・八十二銀行ギャラリー・リベストギャラリー創・ナーサリーライム（長野県下諏訪郡）・ギャラリー ラ・フォレ（長野県千曲市）・屋代駅市民ギャラリー・他

## 現在の所属
日本美術家連盟会員、現代美術家協会会員・委員